# Markus Reiter (Politiker)
Markus Reiter (* 8. Juni 1971 in Gmunden) ist ein österreichischer Politiker, Mitbegründer der Sozialorganisation neunerhaus und Sozialökonom. Seit dem 30. November 2017 ist er als Nachfolger von Thomas Blimlinger Bezirksvorsteher des 7. Wiener Gemeindebezirks Neubau.

## Leben
Reiter begann 1990 ein Studium der Sozialwirtschaft an der Universität Linz, in Rahmen dessen er auch ein Jahr an der Justus-Liebig-Universität Gießen absolvierte. 1996 zog er nach Wien, in eine Neubauer Wohngemeinschaft. Er ist verheiratet und Vater dreier Kinder.

## Politik und Zivilgesellschaft
Als gebürtiger Gmundner startete Markus Reiter seine politische Laufbahn in Oberösterreich und ist seit 1989 bei den Grünen aktiv. Während des Studiums war Markus Reiter sozial- und gesellschaftspolitisch engagiert und setzte sich für ökologische Initiativen ein. Neben dem Studium arbeitete er 1994 an der Kunstuni Linz beim Ausstellungsprojekt „Netz Europa“ von Helmuth Gsöllpointner mit. Von 1991 bis 1992 war er stellvertretender Vorsitzender der ÖH an der Uni Linz und 1993 Mitbegründer von SOS Mitmensch Oberösterreich. Er arbeitete zudem im Parlamentsklub der Grünen am Modell der „Grünen Grundsicherung“ mit. Im Winter 1998 war Reiter Teil einer Bürgerinitiative, die sich mit der Situation obdachloser Menschen am Wiener Franz-Josephs-Bahnhof befasste. Im September 1999 entstand daraus der Verein „neunerhaus“, dessen Obmann und Geschäftsführer er wurde. 2001 eröffnete das erste Wohnhaus, das durch den Verein betrieben wurde. Es folgten zwei weitere Häuser, mobile Betreuung durch Housing First und eine umfangreiche medizinische Versorgung. Reiter setzte sich in der gesamten Wiener Wohnungslosenhilfe für Unterstützung, soziale Rechte und Stärkung der Eigenverantwortung ein und setzte sich für soziale Rechte für obdachlose EU-Bürgern ein. Heute versorgt das neunerhaus nach eigenen Angaben jährlich etwa 4.500 obdachlose Menschen.
Seit 2001 ist Markus Reiter Bezirksrat und Vorsitzender der Sozialkommission im siebten Wiener Gemeindebezirk Neubau.
Im Herbst 2017 übernahm Reiter das Amt des Bezirksvorstehers von Thomas Blimlinger. Bei der Bezirksvertretungswahl wurde Markus Reiter 2020 mit 44,9 Prozent bestätigt.
Als 2020 die damalige Partei-Chefin der Wiener Grünen Birgit Hebein ihren Rückzug bekanntgab, wurde Markus Reiter als ihr Nachfolger gehandelt. Reiter winkte jedoch ab.
In Reiters Amtszeit als Bezirksvorsteher fällt der Ausbau der Kühlen Meilen in Wien Neubau und ein starker Anstieg des Budgets für Kunst und Kultur. Das Kulturbudget ist das höchste aller Wiener Bezirke. Umgestaltet wurden bislang die Neubaugasse, die Zieglergasse, die Bernardgasse, der Ruth-Klüger-Platz sowie hunderte neue Bäume und Grünflächen gepflanzt. 
Diskussionen gab es um die Buslinien-Führung des 13A durch die neugestaltete Neubaugasse. Reiter konnte eine Zweiteilung der stark frequentierten Linie verhindern und eine Einigung von Wiener Linien und den Interessen der Wohnbevölkerung und der Kaufleute erzielen. Seit 2019 fährt der Bus nun in beide Richtungen durch die Neubaugasse.
Vergünstigten Raum für Stellplätze für mehr Platz im Öffentlichen Raum schuf Reiter mit Kooperationen mit den leeren Garagen des Bezirks.  Zudem brachte Reiter zahlreiche soziale Initiativen für obdachlose Menschen  und Geflüchtete  ein. Reiter engagiert sich für aktive Erinnerungspolitik im Gedenken an den Holocaust.
Für die Zukunft geplante Umgestaltungen im 7. Bezirk sind in öffentlich einsehbaren Plänen zusammengefasst, beispielsweise im Entwicklungsplan Öffentlicher Raum bis 2040.